# 아산도서관
아산도서관은 충청남도 아산시 소재의 도서관이다.

## 연혁
- 1989. 06. 26. 온양시립도서관으로 시설 승인
- 1989. 12. 15. 온양시립도서관 설치조례 공포(제276호)
- 1990. 08. 22. 온양시립도서관으로 준공
- 1990. 10. 22. 온양시 실옥동 158-7에 이전 개관
- 1991. 03. 26. 온양도서관으로 명칭 변경
- 1996. 11. 11. 아산도서관으로 명칭 변경(조례 제2605호)
- 2000. 10. 30. 전자정보실 운영
- 2002. 02. 01. 디지털자료실 운영
- 2002. 12. 17. 국회도서관 구축 서지 및 원문DB서비스 시작
- 2004. 12. 아동자료실 확장, 분실방지시스템 설치
- 2005. 10. 도서무한대출 서비스 실시
- 2008. 10. 06 제8회 충청남도평생학습축제 개최
- 2013. 02. 22 아산도서관 증축 및 리모델링 완료
- 2019. 03. 01 충청남도아산교육지원청아산도서관으로 명칭 변경

## 시설현황
- 지하 1층: 보존서고, 보일러실
- 지상 1층: 일반자료실, 아동자료실, 모자자료실
- 지상 2층: 평생학습2,3,4실, 동아리1,2실, 관장실, 사무실
- 지상 3층: 평생학습실 1실, 열람실

## 이용 안내
이용 시간
| 구분                  | 화~금         | 토            |
| --------------------- | ------------- | ------------- |
| 일반열람실            | 09:00 ~ 20:00 | 09:00 ~ 18:00 |
| 아동자료실 참고자료실 | 09:00 ~ 18:00 | 09:00 ~ 18:00 |
| 열람실                | 08:00 ~ 21:00 | 08:00 ~ 21:00 |

휴관일
- 정기휴관일: 매주 일요일, 법정공휴일
- 아산도서관 개관 기념일 (10월 22일)
- 임시휴관일: 도서관 및 기타사정으로 도서관장이 정하는 날